# Израильско-хорватские отношения
Израильско-хорватские отношения — исторические и настоящие международные двусторонние дипломатические, культурные, военные, политические и иные отношения между Хорватией и Израилем. Полные дипломатические отношения между двумя странами были установлены 9 апреля 1997 года после того, как Хорватия объявила о своей независимости от СФРЮ. У Хорватии есть посольство в Тель-Авиве и почётные консульства в Ашдоде, Кейсарии, Иерусалиме и Кфар-Шмарьягу. У Израиля есть посольство в Загребе. С 2014 года израильском послом в Хорватии является Зина Калай-Кляйтман.
Обе страны являются членами ООН, МВФ, Всемирного банка, ВТО, Союза для Средиземноморья и других международных организаций.

## Еврейская община в Хорватии
Первые упоминания о еврейской общине в Хорватии восходят к III веку, при этом об общине до X—XV вв известно немного. До начала Второй мировой войны еврейская диаспора состояла из примерно 20 000 членов, многие из которых вносили вклад в развитие хорватской экономики, науки и культуры в течение всей истории государства. Община была почти полностью уничтожена во время Холокоста, на территории Независимого государства Хорватия. Тем не менее, многие евреи спаслись во время войны благодаря антинацистскому движению сопротивления югославских партизан под предводительством хорвата маршала Иосипа Броза Тито, многие евреи сражались в рядах партизан. 115 хорватов были удостоены звания Праведников мира. После войны половина выживших решила переехать в Израиль, в то время как примерно 2 500 человек продолжили жить в Хорватии.
Сегодня в стране работают 9 синагог и еврейских организаций: две в Загребе, по одной в городах Риека, Осиек, Сплит, Дубровник, Чаковец, Дарувар и Славонски-Брод.

### Хорватские евреи в Израиле
Несколько хорватских евреев являются частью одной из самых маленьких общин в Израиле, югославских евреев.

## Отношения с СФР Югославией
Так как Хорватия была членом Югославской Федерации (1943—1991), она установила дипломатические отношения с Израилем в 1948 году через Федерацию. До 1952 года 7 578 евреев эмигрировали из Югославии в Израиль за пять волн эмиграции. В начале, Югославия была нейтральна в арабо-израильском конфликте, но поддерживала связи с Израилем. Принимая во внимание, что Югославия, которая лавировала между НАТО и Варшавским договором во время Холодной войны, была лидером третьего блока, названного Движением Неприсоединения и что президент Тито поддерживал близкие отношения с арабскими лидерами, особенно с Гамалем Насером, потому что почти все арабские страны были членами Движения, Югославия прекратила все дипломатические связи с Израилем в 1967 году после того, как Израиль атаковал Египет во время Шестидневной войны. После смерти Тито в мае 1980 года отдельные республики медленно начали проводить свою собственную политику в отношении Израиля. Хорватия присоединилась к СР Словении и СР Сербии в их произраильских взглядах.

## Отношения в XXI веке и государственные визиты
После смерти президента Туджмана Израиль начал активное двустороннее сотрудничество с Хорватией и в феврале 2000 года отправил делегацию на инаугурацию нового хорватского президента Степана Месича.
В январе 2001 года обе страны отменили визовые требования, а в октябре того же года президент Месич посетил Израиль и извинился за преступления усташей против еврейского народа. Он посетил Израиль во второй раз в октябре 2009 года.
Первым израильским президентом, посетившим Хорватию, был Моше Кацав в июле 2003 года. В своей речи в хорватском парламенте он сказал: «Израиль благодарен хорватским партизанам и другим хорватам-борцам за свободу, которые боролись против фашизма в Хорватии во время Второй мировой войны. Эти борцы служили чести хорватского народа и являются важным национальным достоянием для молодых поколений». Во время своего визита президент Кацав встретился со спикером хорватского парламента Златко Томчичем, главой хорватского правительства Ивицей Рачаном и представителями хорватской еврейской общины. Он также посетил Дубровник и мемориальный центр Ясеновац.
В марте 2004 года три министра хорватского правительства посетили Израиль: глава МИД Миомир Жужул, министр науки, образования и спорта Драган Приморац и министр сельского хозяйства Петар Чобанкович.
8 сентября 2005 года Израиль официально открыл свое посольство в хорватской столице Загребе. Первым послом Израиля в Хорватии стал Шмуэль Меир. С 2014 года израильском послом в Хорватии является Зина Калай Кляйтман.

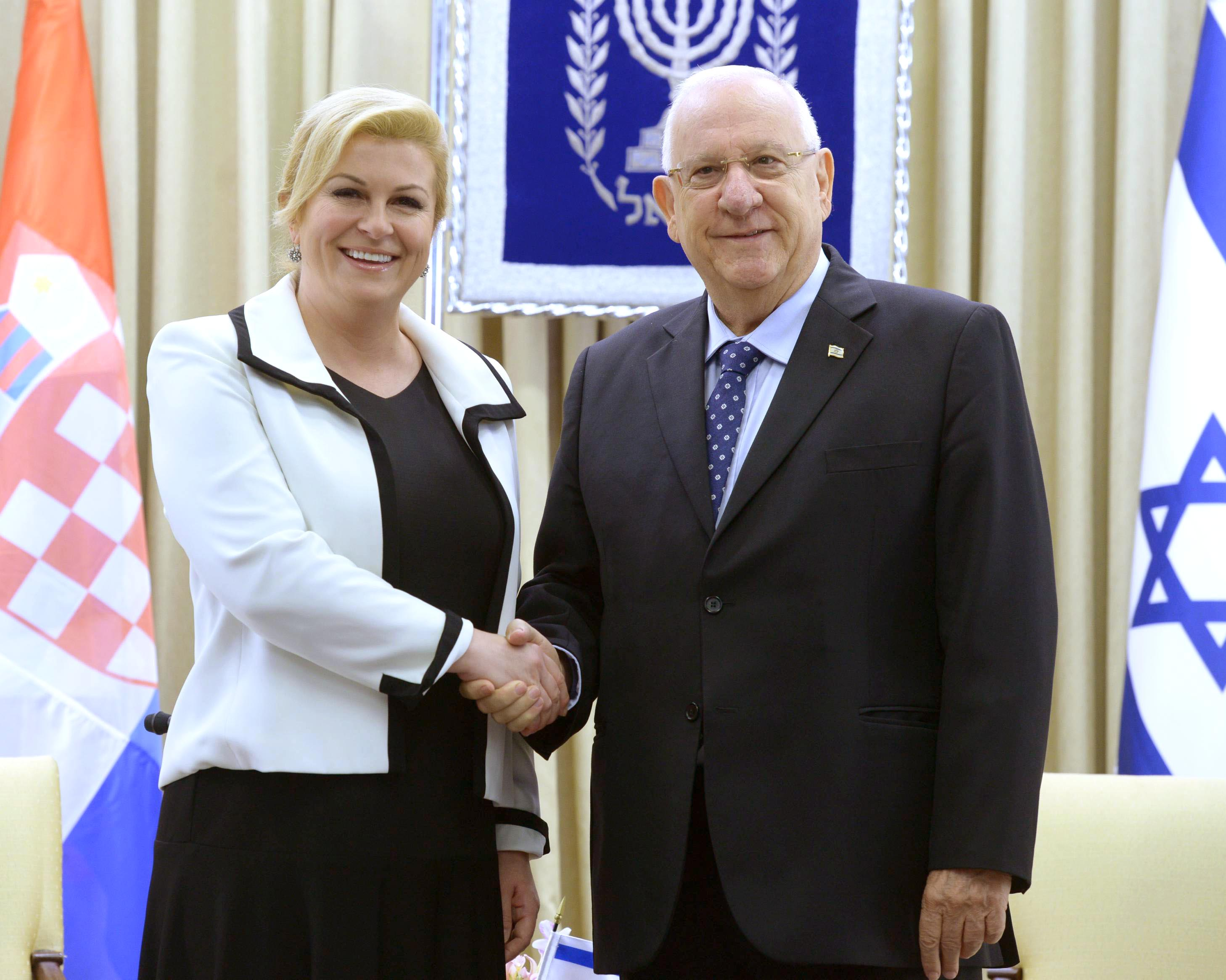
Президент Хорватии Колинда Грабар-Китарович с израильским президентом Реувеном Ривлиным во время её официального визита в Израиль, июль 2015 года

15 февраля 2012 года хорватский президент Иво Йосипович посетил Израиль и извинился за все преступления, которые были совершены во время Второй мировой войны на территории Независимого Государства Хорватия режимом усташей; «Я стою перед парламентом Государства Израиль, и, что ещё более важно, я стою перед хорватскими детьми, и, без двусмысленности, я извиняюсь. Те, кто пережил Холокост и все другие жертвы, я молю вас о прощении».
22 июля 2015 года хорватский президент Колинда Грабар-Китарович посетила Израиль. Она произнесла речь в музее Яд ва-Шем: «Как президент Хорватии, я выражаю своё самое глубокое сожаление всем жертвам Холокоста, которые были убиты от рук коллаборационистов режима Усташа во время Второй мировой войны. Я глубоко соболезную вашей боли и страданиям. Решим Усташа совершенно определённо не был отражением истинных желаний хорватского народа во время независимости республики. К сожалению, они манипулировали этими желаниями. Хорваты должны принять эту часть своей истории ради своего будущего. Подавляющее большинство хорватов, включая моих бабушек и дедушек были частью антифашистского движения сопротивления, одного из пропорционально самых больших движений сопротивления в оккупированной Европе во время Второй мировой войны. Я признательна тем, кто поставил нас [хорватов] на правильную часть истории. Хорватия зиждется на антифашизме и хорватской войне за независимость». Хорватский режиссёр Бранко Лустиг также посетил Израиль вместе с президентом Грабар-Китарович и отдал в музей Яд ва-Шем свой Оскар, который он выиграл за фильм «Список Шиндлера».
Хорватско-Израильское общество, основанное 5 мая 1994 года, это хорватская организация, чьей целью является «продвижение дружественных отношений, культурного, научного и любого другого сотрудничества между Хорватией и Израилем, а также для сохранения еврейской культуры, традиций и наследия». Общество регулярно спонсируется Министерством иностранных и европейских дел, министерством культуры и отделом образования, культуры и спорта города Загреб. В обществе состоят несколько сот членов.

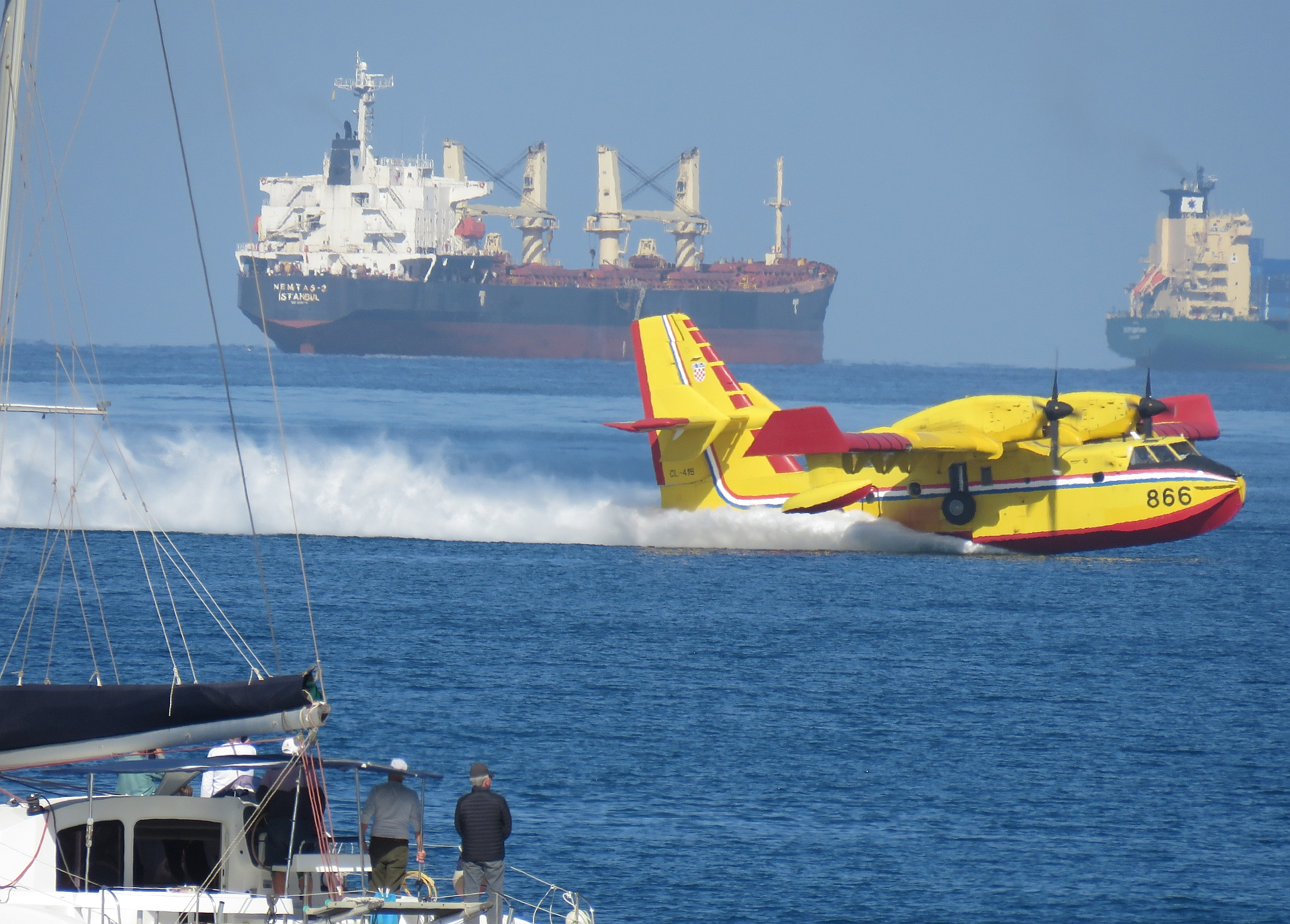
В ноябре 2016 года ВВС Хорватии послали свой Canadair CL-415 в Израиль для помощи в борьбе с лесными пожарами

26 октября 2016 года Комитет по всемирному наследию ЮНЕСКО принял неоднозначную резолюцию по Храмовой горе, которая отрицает связь Израиля с ней. Однако, резолюция была принята таким образом, что за неё менее половины голосовали «за» (10 за, 8 воздержались, 1 отсутствовал, 2 против). Во-первых, предполагалось, что она будет принята анонимно, на основе консенсуса, потому что генсек ЮНЕСКО сказала, что если она не будет принята анонимно, то решение не вступит в силу. Перед открытием встречи Палестинская администрация и Иордания хотели представить текст резолюции, который бы укреплял притязания мусульман на Храмовую гору, но после того, как их заверили, что будет голосование на основе консенсуса по существующей, более мягкой формулировке резолюции, они подали её на голосование. Но когда встреча открылась, Хорватия и Танзания призвали к тайному голосованию, что сразу же заблокировало единогласный консенсус. Израильский премьер-министр Биньямин Нетаньяху поблагодарил Хорватию и Танзанию за этот ход.
Хорватия присоединилась к Кипру, Греции, Италии, России и Турции в борьбе с лесными пожарами в Израиле в ноябре 2016 года и отправила два пожарных самолёта Canadair CL-415.
В сентябре 2020 года глава хорватского МИД Гордан Глрич Радман посетил Израиль с официальным визитом, в ходе которого было согласовано соглашение о стратегическом партнёрстве — Глрич Радман и его израильский коллега Габи Ашкенази подписали это соглашение в конце декабря того же года. Соглашение предусматривает сотрудничество двух стран в сферах цифровой дипломатии, предоставления гуманитарной помощи третьим странам, в рамочных программах Европейского союза, в борьбе с глобальным потеплением, в научном и культурном обмене и т.д.

## Экономические отношения
Экономическое сотрудничество между Хорватией и Израилем хорошее и увеличивается с каждым годом. В 2014 году Хорватия экспортировала в Израиль товаров на $33,3 млн а импортировала товаров на сумму $22,4 млн.
В 2011 году 35 000 израильских туристов посетили Хорватию, но считается, что это число гораздо больше, потому что многие израильтяне не использовали свой израильский паспорт, а въезжали в Хорватию по имеющемуся у них паспорту другого государства. Хорваты часто совершают паломничества на Святую Землю.
Израильские инвесторы вложили сотни млн долларов в Хорватию. Два главных проекта израильских инвесторов — Проект Тева-Pliva стоимостью $200 млн и Проект гольф парк в Дубровнике.
Хорватско-израильский бизнес клуб — хорватская организация, чьей основной целью является укрупнение и реклама бизнес отношений между двумя странами.

## Военное сотрудничество
В марте 2018 года правительство Хорватии закупило у Израиля эскадрилью из 12 подержанных (модернизированных, с вооружением) истребителей F-16 «Барак» на общую сумму € 420 млн.
В мае 2018 года Хорватия обратилась к израильской оборонной компании «Aeronautics» с целью разработки, производства и поставки БПЛА для патрулирования акватории Адриатического моря с целью борьбы с нелегальным рыболовством. Министерство сельского хозяйства Хорватии планирует закупить шесть БПЛА до конца 2018 года на общую сумму € 5 млн. По заявлению главы министерства Томислава Толусича его ведомство будет использовать дроны на 60 % времени, а остальные 40 % времени аппараты будут доступны для министерства обороны с целью участия в поисково-спасательных операциях.
В августе 2018 года в Загребе прошёл военный парад, посвящённый 23-годовщине операции «Буря». В рамках партнёрства израильских и хорватских ВВС в параде приняли участие три израильских самолёта F16. Вместе с этим Израиль продвигает сделку по продаже Хорватии списываемых самолётов F-16I предыдущего поколения. Участие израильских ВВС в этом параде вызвало возмущение со стороны сербского МИДа — посол Сербии в Израиле Милутин Станоевич направил в израильский МИД ноту протеста. В результате операции «Буря» в 1995 году были разгромлены войска Республики Сербской и Сербской Краины, несколько тысяч человек погибли, примерно 250 000 сербов стали беженцами. Сербы рассматривают эту операцию как геноцид и в 2010 году подали иск по этому поводу в международный суд в Гааге.
В ноябре 2018 года Израиль должен был поставить Хорватии 12 списанных, но модернизированных (система авионики ACE (Avionics Capabilities Enhancement), разработка концерна «Израильская авиационная промышленность») военных самолётов F-16 «Барак» с вооружением — о сделке на сумму $420 млн было объявлено в марте 2017 года на заседании национального Совета обороны Хорватии. Израиль также взял на себя обучение пилотов и авиатехников. Однако, по условиям поставки F-16 в Израиль, США заблокировали эту сделку потому, что продаваемые самолёты были модернизированы.
В марте 2023 года Хорватия закупила у Израиля противотанковые ракеты увеличенной дальности применения «Spike LR» производства израильского концерна Rafael.